# Serena (film din 2014)
Serena (titlul original: în engleză Serena) este un film dramatic de crimă, coproducție americano-franco-ceh, realizat în 2014 de regizoarea Susanne Bier, după romanul omonim al scriitorului Ron Rash. Jennifer Lawrence și Bradley Cooper interpretează rolul unui cuplu proaspăt căsătorit care conduce o companie de cherestea în Carolina de Nord a anilor 1930. Alți protagoniști sunt actorii Rhys Ifans și Toby Jones și actrița română Ana Ularu.

## Rezumat
În 1929, proaspăt căsătoriții George și Serena Pemberton s-au mutat din Boston în Carolina de Nord pentru a intra în profitabila afacere cu cherestea. Serena s-a dovedit a fi egala soțului ei: a supravegheat muncitorii, a gestionat finanțele, a dezvoltat strategii de afaceri și a salvat viața supraveghetorului morocănos Galloway în timpul unei operațiuni de transportare a cherestelei. Afacerea a prosperat, dar familia Pemberton a fost criticată pentru suspiciunea de fraudă contabilă și luare de mită. În plus, guvernul plănuia să înființeze un parc național pe terenul lui Pemberton. Pentru a evita pericolul, George este chiar pregătit să-l omoare pe prietenul său Buchanan, care amenință să-l demasce.
Când Serena își pierde copilul nenăscut și află că este infertilă, pierde contactul cu realitatea și moralitatea din ură față de fosta iubită a soțului ei și de copilul acestora, amintindu-și că în copilărie a pierdut întreaga familie într-un incendiu. Geloasă, vrea să rupă relația dintre George și relația sa nelegitimă. Nu se sfiește de la crimă și după ce o ucide pe îngrijitoarea băiatului, îi ordonă noului ei acolit, Galloway, să-i ucidă pe copil și pe Rachel, mama copilui. Pentru a afla unde se află fiul său ascuns de poliție, pentru a-l putea proteja de Galloway, George se predă șerifului și mărturisește falsul și luarea de mită. El își salvează de la moarte fiul și mama acestuia tocmai la timp. George este ulterior ucis de o pumă în timp ce vânează. Serena alege în cele din urmă sinuciderea dând foc cabanei sale.

## Distribuție
- Bradley Cooper – George Pemberton
- Jennifer Lawrence – Serena Pemberton (născută Shaw)
- Rhys Ifans – Galloway
- Sean Harris – Campbell
- Toby Jones – șeriful McDowell
- Sam Reid – Joe Vaughn
- Ana Ularu – Rachel Hermann
- David Dencik – Mr. Buchanan
- Conleth Hill – Dr. Chaney
- Blake Ritson – Löwenstein
- Ned Dennehy – Ledbetter
- Charity Wakefield – Agatha
- Michael Ryan – Coldfield
- Kim Bodnia – Abe Hermann
- Bodil Jørgensen – Mrs. Sloan
- Douglas Hodge – Horace Kephart

## Lansare
Filmul Serena a avut premiera în (BFI London Film Festival) pe data de 13 octombrie 2014.
În România premiera filmului a avut loc la data de 14 octombrie 2014.